# Oreobates lehri
Oreobates lehri es una especie de anfibio anuro de la familia Craugastoridae.

## Distribución geográfica
Esta especie es endémica de la región de Cusco del Perú. Habita entre los 2445 y 2850 m sobre el nivel del mar en los valles de Apurimac y Kosñipata en la Cordillera de Vilcabamba.

## Descripción
Las hembras miden de 31.0 a 32.9 mm.

## Etimología
Esta especie lleva el nombre en honor a Edgar Lehr.

## Publicación original
- Padial, Chaparro & De la Riva, 2007 : A new species of the Eleutherodactylus discoidalis group (Anura: Brachycephalidae) from Cloud Forests of Peru. Herpetologica, vol. 63, n.º 1, p. 114-122[5]